# Liuba Dragomir
Liuba Dragomir (n. 6 mai 1985) este o fostă fotbalistă din Republica Moldova care a jucat în poziția de mijlocaș. A făcut parte din echipa națională de fotbal feminin a Republicii Moldova.

## Carieră internațională
Dragomir a făcut parte din selecționata de seniori a Moldovei în timpul calificărilor la Campionatul Mondial de Fotbal Feminin 2007 (categoria secundă UEFA).